# العلاقات الأوكرانية البنمية
العلاقات الأوكرانية البنمية هي العلاقات الثنائية التي تجمع بين أوكرانيا وبنما.

## مقارنة بين البلدين
هذه مقارنة عامة ومرجعية للدولتين:
| وجه المقارنة                                              | أوكرانيا                                   | بنما                      |
| --------------------------------------------------------- | ------------------------------------------ | ------------------------- |
| المساحة (كم2)                                             | 603.63 ألف                                 | 74.18 ألف                 |
| عدد السكان (نسمة)                                         | 45.55 مليون                                | 4.10 مليون                |
| الكثافة السكانية (ن./كم²)                                 | 75.46                                      | 55.27                     |
| العاصمة                                                   | كييف                                       | بنما                      |
| اللغة الرسمية                                             | اللغة الأوكرانية                           | اللغة الإسبانية           |
| العملة                                                    | هريفنا أوكرانية، كاربوفانيتس، روبل سوفييتي | بالبوا بنمي، دولار أمريكي |
| الناتج المحلي الإجمالي (بليون دولار)                      | 112.15 مليار                               | 61.84 مليار               |
| الناتج المحلي الإجمالي (تعادل القوة الشرائية) بليون دولار | 352.98 مليار                               | 87.37 مليار               |
| الناتج المحلي الإجمالي الاسمي للفرد دولار أمريكي          | 2.11 ألف                                   | 13.27 ألف                 |
| الناتج المحلي الإجمالي للفرد دولار أمريكي                 | 8.66 ألف                                   | 20.89 ألف                 |
| مؤشر التنمية البشرية                                      | 0.747                                      | 0.780                     |
| رمز المكالمات الدولي                                      | +380                                       | +507                      |
| رمز الإنترنت                                              | .ua، .укр ‏                                 | .pa                       |
| المنطقة الزمنية                                           | ت ع م+02:00، ت ع م+03:00، توقيت شرق أوروبا | 00                        |

## منظمات دولية مشتركة
يشترك البلدان في عضوية مجموعة من المنظمات الدولية، منها:
| علم المنظمة | اسم المنظمة                               | تاريخ انضمام أوكرانيا | تاريخ انضمام بنما |
| ----------- | ----------------------------------------- | --------------------- | ----------------- |
|             | يونسكو                                    | 12 مايو 1954          | 10 يناير 1950     |
|             | الفريق المعني برصد الأرض                  | ?                     | ?                 |
|             | مؤسسة التمويل الدولية                     | 18 أكتوبر 1993        | 20 يوليو 1956     |
|             | المركز الدولي لتسوية المنازعات الاستشارية | 7 يوليو 2000          | 8 مايو 1996       |
|             | منظمة حظر الأسلحة الكيميائية              | ?                     | ?                 |
|             | مؤسسة التنمية الدولية                     | 27 مايو 2004          | 1 سبتمبر 1961     |
|             | منظمة التجارة العالمية                    | 16 مايو 2008          | ?                 |
|             | وكالة ضمان الاستثمار متعدد الأطراف        | 19 يوليو 1994         | 21 فبراير 1997    |
|             | الاتحاد البريدي العالمي                   | ?                     | ?                 |
|             | منظمة الشرطة الجنائية الدولية             | ?                     | ?                 |
|             | الأمم المتحدة                             | 24 أكتوبر 1945        | 13 نوفمبر 1945    |
|             | الاتحاد الدولي للاتصالات                  | 7 مايو 1947           | 14 يوليو 1914     |
|             | البنك الدولي للإنشاء والتعمير             | 3 سبتمبر 1992         | 14 مارس 1946      |

## أعلام
هذه قائمة لبعض الشخصيات التي تربطها علاقات بالبلدين:
- خوستيني باسيك (29 أغسطس 1979[21] – )

## وصلات خارجية
- موقع وزارة الخارجية الأوكرانية
- موقع وزارة الخارجية البنمية